# Nyhammar
Nyhammar est une localité de Suède dans la commune de Ludvika située dans le comté de Dalécarlie.
Sa population était de 1 030 habitants en 2019.